# Държавно устройство на Коста Рика
Коста Рика е президентска република.

## Законодателна власт
Парламента на Коста Рика е еднокамарен, състои се от 57 депутати, избирани за срок от 4 години.